# Ланко
Ланко (ісп. Lanco) — місто в Чилі. Адміністративний центр однойменної комуни. Населення — 7817 осіб (2002). Місто і комуна входить до складу провінції Вальдивія і регіону Лос-Ріос.
Територія комуни — 532,4 км². Чисельність населення — 16 095 жосіб (2007). Щільність населення — 30,23 чол./км².

## Розташування
Місто розташоване за 56 км на північний схід від адміністративного центру регіону міста Вальдивія.
Комуна межує:
- на півночі — з комуною Лонкоче
- на південному сході — з комуною Пангіпульї
- на півдні — з комуною Мафіль
- на заході — з комуною Марикіна

## Демографія
Згідно з даними, зібраними під час перепису Національним інститутом статистики, населення комуни становить 16 095 осіб, з яких 7863 чоловіки та 8232 жінки.
Населення комуни становить 4,31 % від загальної чисельності населення регіону Лос-Ріос. 32,58 % відноситься до сільського населення і 67,42 % — міське населення.

### Найважливіші населені пункти комуни
- Ланко (місто) — 7817 мешканців
- Малалуе (селище) — 2566 мешканців